# トリブル

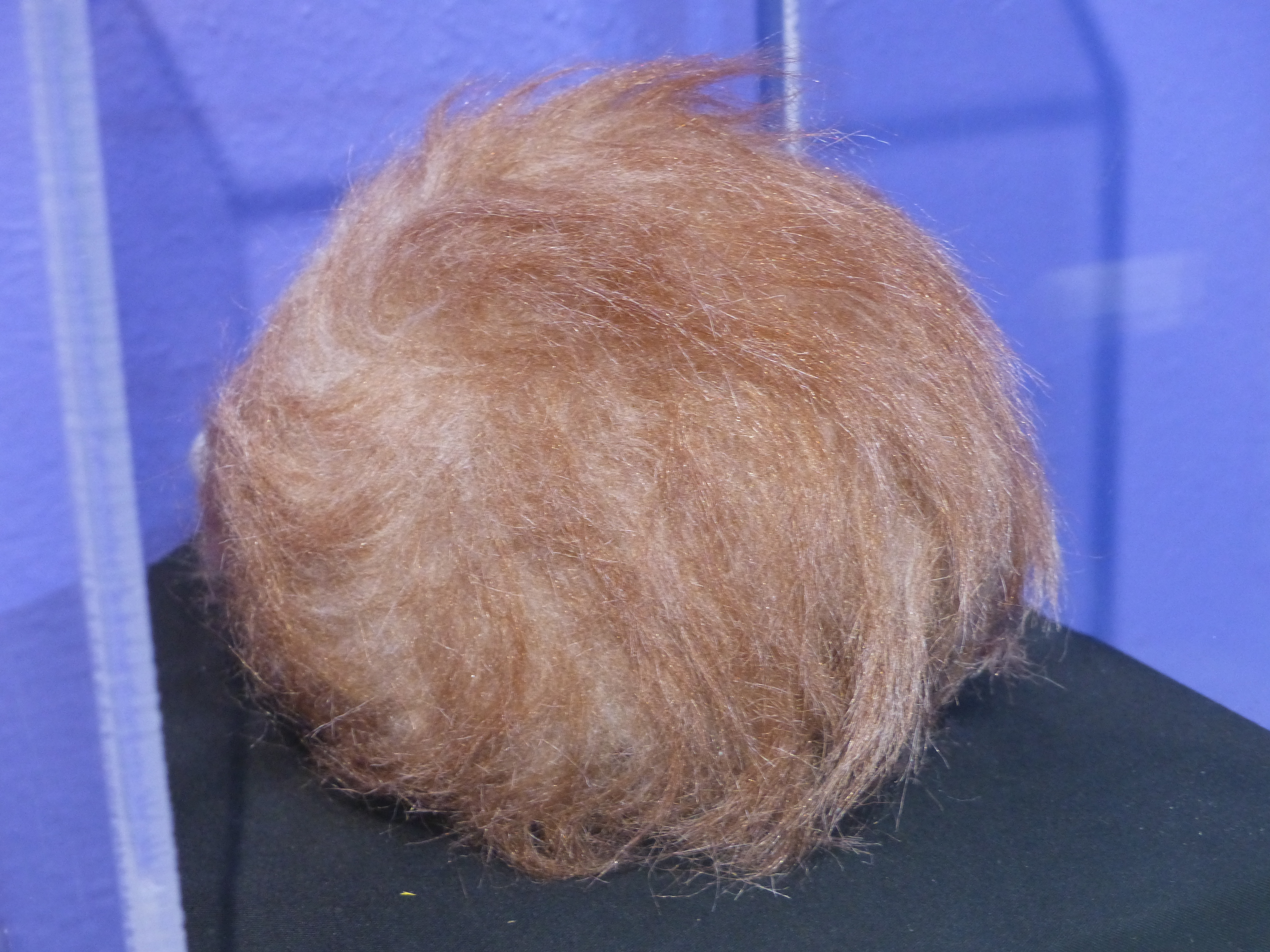
ニューメキシコ宇宙歴史博物館での展示

トリブル (tribble) は、アメリカのSFテレビドラマ『スタートレック』シリーズに登場する、架空の動物。その特徴より、アメリカのSF作家ロバート・A・ハインラインによるSF小説『宇宙の呼び声』 (The Rolling Stones) に登場する架空の動物、ひらねこ (flatcat) をもとにしているとされている。

## 概要
手に乗るほどの大きさで、球状の身体は長い毛でおおわれており、美しい声で鳴く。性質はおとなしい。このように、ペットとして優れた性質を有しているが、後述する生理的特徴より有害な点も多い。そのため、少なくとも22世紀中頃には取引が禁止されている。
クリンゴン人に対してはけたたましい鳴き声を上げるなど、強い拒絶反応を示す。クリンゴン人も同様にトリブルを嫌っており、多くの兵士を動員してトリブルの母星を破壊するなどのトリブル退治を行った結果、23世紀末までには絶滅させるに至るが、その後、23世紀（正確には2268年）にタイムトラベルしたU.S.S.ディファイアント(NX-74205)が24世紀へと帰還した際、その一部がディファイアントの船内にも密航していたらしく、そのままディープ・スペース・ナインへと持ち込まれ、再繁殖を開始している。
初登場は『宇宙大作戦』。その後『まんが宇宙大作戦』にも再登場したが、両シリーズの翻訳者が異なるため、日本語版の『まんが～』では「ピンキー」という名にされてしまった。３度目の登場である『スタートレック:ディープ・スペース・ナイン』ではトリブルに戻っている。

## 生理的特徴
強い繁殖力（新陳代謝の50％は繁殖用）を持っており、生まれたときにはすでに体内に子どもが入っている。その繁殖速度は手に負えないほどで、場合によっては食物を食い荒らす有害な生物と化す。宇宙船エンタープライズ内で大繁殖したことがあり、そのときには船内の多くの食糧をトリブルによって失った。
トリブルの繁殖を抑制できるのは、原産地に生息している爬虫類だけである。エサがなければトリブルが繁殖することはない。

## 劇中での活躍
『新種クアドトリティケール』が初出で、その後にも登場機会が幾度かあり、ゲーム作品『Star Trek: Armada II』などにも登場する。
前述したように、トリブルはその可愛らしく小さい見た目に似合わない大食らいで瞬く間に大量に繁殖する生物であるため害獣と見なされることもしばしばであるが、ジェームズ・T・カーク率いるU.S.S.エンタープライズとそのクルーたちと初遭遇した際には、意外な形でその特性が役立ったことがある。
2268年。USSエンタープライズは宇宙ステーションK-7に貯蔵されていたクアドトリティケールという穀物の護衛のために呼びつけられた。この同時期にシラノ・ジョーンズという人間の商人がトリブルをバーテンダーに売り込んでいたところ、そこで偶然に居合わせたウフーラとパヴェル・チェコフの目に留まり、シラノはウフーラにトリブルを譲った。その後の3日間でK-7とエンタープライズ内で（スポックの計算通りであれば）全部で177万1561匹にまで大繁殖してしまった。当然、K-7に貯蔵されていた穀物はトリブルにほぼ食べ尽くされてしまったのだが、この穀物を食べたトリブルが大量死していることにスポックと船医のレナード・マッコイが気付き、マッコイの検査の結果、穀物には毒が仕込まれており、その毒を仕込んだ犯人もトリブルの反応によって惑星連邦職員のアーン・ダーヴィンだと判明した。ダーヴィンはクリンゴンのスパイであり、K-7に貯蔵されていた穀物を台無しにすることで惑星連邦によるシャーマン惑星の植民地計画を混乱させるのが目的だったと白状した。
このようにトリブルのお陰でクリンゴンの目論見は失敗し、大勢の入植者たちの命が守られたのは事実だったが、トリブルはK-7を埋め尽くすほどに増殖していたため、持ち込んだ張本人であるシラノ・ジョーンズはその始末に追われることになった。